# General Ramírez
General Ramírez es un municipio del distrito Isletas del departamento Diamante en la provincia de Entre Ríos, Argentina. El municipio comprende la localidad del mismo nombre y un área rural. Se ubica a 61 km hacia el sudeste de la ciudad de Paraná.
Se accede por la Ruta Nacional 12.

## Historia
La localidad se originó a partir de la inauguración de la estación General Ramírez del Ferrocarril Central Entrerriano el 16 de mayo de 1887. El nombre original de la estación, estación Ramírez, fue impuesto en homenaje a la familia de ese apellido que era propietaria del lugar en donde se emplazó. En marzo de 1888 fue aprobado el plano de mensura del «Pueblo y Colonia General Ramírez», tomándose la fecha de fundación el día 13 de marzo en homenaje a la fecha de nacimiento de Francisco Ramírez, incorporándose así la palabra «General» al nombre.
El 7 de diciembre de 1922 fue creada una junta de gobierno. El 1.º de julio de 1935 fue creado el municipio, que fue elevado a la 1.ª categoría el 24 de mayo de 1971.